# Clarmont (Landes)
Clarmont (en francès Clermont) és un municipi francès situat al departament de les Landes i a la regió de la Nova Aquitània.

## Demografia
| 1962                                       | 1968 | 1975 | 1982 | 1990 | 1999 | 2007 |
| ------------------------------------------ | ---- | ---- | ---- | ---- | ---- | ---- |
| 464                                        | 485  | 508  | 553  | 594  | 645  | 842  |
| Des de 1962: població sense dobles comptes |      |      |      |      |      |      |

## Administració
| Període   | Identitat         | Partit |
| --------- | ----------------- | ------ |
| 1965-1977 | Charles Cocoynacq |        |
| 1977-1983 | Marie Dubern      |        |
| 1983-     | Serge Dailhat     |        |